# Sanrio Puroland
Sanrio Puroland (jap. サンリオピューロランド Sanrio Pyūrorando) – japoński park rozrywki zlokalizowany w Tama New Town w  Tokio. Przyciąga ponad 1,5 miliona gości każdego roku.
Operatorem otwartego 7 grudnia 1990 roku parku rozrywki jest firma Sanrio. Na terenie odbywają się musicale, znajdują się obiekty gastronomiczne i atrakcje typu lunaparkowego, związane z takimi produktami jak Hello Kitty, My Melody, Cinnamoroll i wiele innych. Ze względu na wykorzystanie tych postaci, atrakcja przyciąga wielu turystów zagranicznych. W okresie letnim w Puroland odbywają się też codzienne pokazy fajerwerków.
Mimo że przez pierwsze trzy lata park generował straty spowodowane błędami w zarządzaniu oraz spadkiem atrakcyjności marki Hello Kitty, obecnie jest jedną z najpopularniejszych atrakcji tego typu w kraju, obok Disneylandu tokijskiego i DisneySea.